# Starless
 (octobre 2024).
Si vous disposez d'ouvrages ou d'articles de référence ou si vous connaissez des sites web de qualité traitant du thème abordé ici, merci de compléter l'article en donnant les références utiles à sa vérifiabilité et en les liant à la section « Notes et références ».
Pistes de Red
Providence
« Starless » est un morceau du groupe de rock progressif King Crimson paru sur l'album Red en 1974.
Les paroles et la mélodie de Starless ont été écrites par John Wetton. À l'origine, le morceau doit être la chanson-titre de l'album précédent du groupe, Starless and Bible Black, mais Robert Fripp et Bill Bruford ne souhaitent pas l'enregistrer, lui préférant une composition instrumentale. Néanmoins, la chanson de Wetton n'est pas abandonnée : avec des paroles modifiées et une nouvelle section instrumentale, elle est interprétée sur scène par le groupe entre mars et juin 1974. Pour les sessions d'enregistrement de Red, les paroles sont à nouveau modifiées, avec des contributions de Richard Palmer-James. Le thème d'introduction, à l'origine joué par David Cross, est repris par Fripp.
Comme le titre Starless and Bible Black sert déjà à la composition instrumentale parue sur l'album précédent, cette chanson est rebaptisée Starless. Pourtant, et ce malgré le fait que l'expression « starless and bible black » serve de refrain à la chanson, il y a peu de similitudes entre les deux morceaux.
En 2015, Robert Fripp et David Cross font un album appelé "Starless Starlight" qui tout au long de l'album reprend la mélodie de Starless.

## Musiciens
- Robert Fripp - guitare, mellotron
- John Wetton - basse, chant
- Bill Bruford - batterie, percussions
- David Cross - violon
- Mel Collins - saxophone soprano
- Ian McDonald - saxophone alto

## Versions
Une version abrégée (4:36 en enlevant la partie instrumentale) est apparue sur diverses compilations : Frame by Frame: The Essential King Crimson, Sleepless: The Concise King Crimson, The 21st Century Guide to King Crimson – Volume One – 1969–1974 et The Condensed 21st Century Guide to King Crimson.

## Reprises
- La chanson a été reprise en live par Asia, un supergroupe dont John Wetton est devenu membre.
- La chanson a été reprise par Craig Armstrong sur son album As If To Nothing sous le titre Starless II.
- La chanson a été reprise par le groupe The Unthanks sur leur album Last (en) en 2011.
- La chanson a été reprise par Banco De Gaia sur l'album Memories Dreams Reflections en 2009.
- L'acteur japonais Masahiro Takashima a repris la chanson en 1993.
- Ce morceau est à ne pas confondre avec la chanson du même nom sur l'album éponyme du groupe Crossfade.

## Source de la traduction
- (en) Cet article est partiellement ou en totalité issu de l’article de Wikipédia en anglais intitulé « Starless » (voir la liste des auteurs).